# Начальник штаба Военно-воздушных сил США
Начальник штаба Военно-воздушных сил США (англ. Chief of Staff of the Air Force, CSAF) — высшая офицерская должность в ВВС США. Является членом Объединённого комитета начальников штабов и военным советником Совета национальной безопасности США, Министра обороны США и Президента США.

## Назначение на должность, подчинение и решаемые задачи
Начальник штаба Военно-воздушных сил США выдвигается президентом США и утверждается Сенатом США. В соответствии с Уставом назначается из генералов.
Начальник штаба ВВС США подчиняется непосредственно Министру Военно-воздушных сил США (именуемому также как секретарь ВВС) и помогает ему в военных вопросах, связанных с ВВС. Несёт ответственность за организацию, подготовку и оснащение более 700.000 военнослужащих, ВВС Национальной гвардии и гражданских сил, работающих в ВВС США, в том числе и за рубежом. Под руководством Министра Военно-воздушных сил США определяет выделение от ВВС США сил и средств в объединённое командование. Выполняет также другие обязанности, предписанные в соответствии с 10-м сводом законов § 8033 или утверждённых Министром ВВС США.
Начальник штаба ВВС США является административной должностью, он не имеет права оперативного командования ВВС США.

## Список начальников штаба ВВС
До создания этой должности генерал Генри Харли Арнолд исполнял обязанности Начальника армии и ВВС во время Второй мировой войны. Позже ему было прижизненно присвоено звание генерала ВВС.
| №       | Начальник штаба        | Фото | Начало полномочий     | Окончание полномочий  | Должность в авиации                            |
| ------- | ---------------------- | ---- | --------------------- | --------------------- | ---------------------------------------------- |
| 1       | Карл Эндрю Спаатс      |      | 26 сентября 1947 года | 29 апреля 1948 года   | Лётчик-истребитель                             |
| 2       | Хойт С. Ванденберг     |      | 30 апреля 1948 года   | 29 июня 1953 года     | Лётчик-истребитель и лётчик-бомбардировщик     |
| 3       | Натан Фарейгут Твининг |      | 30 июня 1953 года     | 30 июня 1957 года     | Лётчик-истребитель и лётчик-бомбардировщик     |
| 4       | Томас Д. Уайт          |      | 1 июля 1957 года      | 30 июня 1961 года     | Лётчик-истребитель                             |
| 5       | Лемей, Кёртис Эмерсон  |      | 30 июня 1961 года     | 31 января 1965 года   | Лётчик-бомбардировщик                          |
| 6       | Джон Поул Макконелл    |      | 1 февраля 1965 года   | 31 июля 1969 года     | Лётчик-истребитель                             |
| 7       | Джон Дейли Райн        |      | 1 августа 1969 года   | 31 июля 1973 года     | Лётчик-бомбардировщик                          |
| 8       | Джордж С. Браун        |      | 1 августа 1973 года   | 30 июня 1974 года     | Лётчик-бомбардировщик                          |
| 9       | Дэвид Чарльз Джонс     |      | 1 июля 1974 года      | 20 июня 1978 года     | Лётчик-бомбардировщик                          |
| 10      | Лью Аллен              |      | 1 июля 1978 года      | 30 июня 1982 года     | Лётчик-бомбардировщик                          |
| 11      | Чарльз Габриэль        |      | 1 июля 1982 года      | 30 июня 1986 года     | Лётчик-истребитель                             |
| 12      | Ларри Д. Уилч          |      | 1 июля 1986 года      | 30 июня 1990 года     | Лётчик-истребитель                             |
| 13      | Майск Дж. Дуган        |      | 1 июля 1990 года      | 17 сентября 1990 года | Лётчик-истребитель                             |
| (и. о.) | Джон Майкл Лох         |      | 18 сентября 1990 года | 29 октября 1990 года  | Лётчик-истребитель                             |
| 14      | Меррил Макпик          |      | 30 октября 1990 года  | 25 октября 1994 года  | Лётчик-истребитель (эскадрилья «Буревестники») |
| 15      | Рональд Фоглман        |      | 26 октября 1994 года  | 1 сентября 1997 года  | Лётчик-истребитель                             |
| 16      | Майкл Райн             |      | 6 ноября 1997 года    | 5 сентября 2001 года  | Лётчик-истребитель                             |
| 17      | Джон П. Джампер        |      | 6 сентября 2001 года  | 2 сентября 2005 года  | Лётчик-испытатель                              |
| 18      | Тэд Майкл Мосили       |      | 2 сентября 2005 года  | 1 августа 2008 года   | Лётчик-истребитель                             |
| 19      | Нортон А. Шварц        |      | 12 августа 2008 года  | 10 августа 2012 года  | Лётчик военно-транспортной авиации             |
| 20      | Марк Уэлш              |      | 10 августа 2012 года  | 1 июля 2016 года      | Лётчик-истребитель                             |
| 21      | Дэвид Гольдфейн        |      | 1 июля 2016 года      | 6 августа 2020 года   | Лётчик-истребитель                             |
| 22      | Чарльз Браун           |      | 6 августа 2020 года   | 29 сентября 2023 года | Лётчик-истребитель                             |
| 23      | Дэвин У. Эллвин        |      | 29 сентября 2023 года | в должности           | Воздушный транспорт                            |